# A' Katīgoria 1991-1992
L'edizione 1991-1992 della A' Katīgoria fu la 53ª del massimo campionato cipriota; vide la vittoria finale dell'APOEL, che conquistò il suo quindicesimo titolo.
Capocannoniere del torneo fu József Dzurják dell'Omonia con 21 reti.

## Formula
Le 14 squadre partecipanti hanno disputato il campionato secondo il classico sistema di andata e ritorno, per un totale di 26 giornate. Per la prima volta è stata introdotta la regola dei 3 punti a vittoria.

## Classifica finale
|  |    | Classifica finale         | G  | V  | N | P  | GF | GS | DR  | Punti |
|  | -- | ------------------------- | -- | -- | - | -- | -- | -- | --- | ----- |
|  | 1  | APOEL                     | 26 | 18 | 6 | 2  | 68 | 26 | +42 | 60    |
|  | 2  | Anorthōsis                | 26 | 18 | 4 | 4  | 55 | 23 | +32 | 58    |
|  | 3  | Apollōn Limassol (C) (CC) | 26 | 16 | 5 | 5  | 53 | 26 | +27 | 53    |
|  | 4  | Omonia                    | 26 | 14 | 7 | 5  | 46 | 29 | +17 | 49    |
|  | 5  | Nea Salamis               | 26 | 11 | 5 | 10 | 45 | 47 | -2  | 38    |
|  | 6  | Pezoporikos Larnaca       | 26 | 10 | 7 | 9  | 43 | 40 | +3  | 37    |
|  | 7  | AEL Limassol              | 26 | 10 | 6 | 10 | 38 | 40 | -2  | 36    |
|  | 8  | EPA Larnaca               | 26 | 8  | 7 | 11 | 35 | 40 | -5  | 31    |
|  | 9  | EN Paralimni              | 26 | 7  | 9 | 10 | 36 | 37 | -1  | 30    |
|  | 10 | Arīs Limassol             | 26 | 7  | 8 | 11 | 29 | 44 | -15 | 29    |
|  | 11 | Evagoras Paphou           | 26 | 7  | 6 | 13 | 24 | 37 | -13 | 27    |
|  | 12 | Olympiakos Nicosia        | 26 | 7  | 5 | 14 | 28 | 53 | -25 | 26    |
|  | 13 | Alkī Larnaca              | 26 | 4  | 6 | 16 | 23 | 45 | -22 | 18    |
|  | 14 | Omonia Aradippou          | 26 | 1  | 7 | 18 | 17 | 53 | -36 | 10    |

G = Partite giocate; V = Vittorie; N = Nulle/Pareggi; P = Perse; GF = Goal fatti; GS = Goal subiti; DR = Differenza reti.
- (C): Campione nella stagione precedente
- (CC): Vince la Coppa di Cipro

### Verdetti
- APOEL Campione di Cipro 1991-92.
- Omonia Aradippou  e Alki Larnaca retrocesse in Seconda Divisione.

### Qualificazioni alle Coppe europee
- UEFA Champions League 1992-1993: APOEL qualificato.
- Coppa delle Coppe 1992-1993: Apollon Limassol qualificato.
- Coppa UEFA 1992-1993: Anorthosis qualificato.